# Holstebro község
Holstebro község (dánul: Holstebro Kommune) Dánia 98 községének (kommune, helyi önkormányzattal rendelkező közigazgatási egység) egyike. A Midtjylland régióban található. Holstebro község Skive, Viborg, Herning, Ringkøbing-Skjern, Lemvig és Struer községekkel határos. Lakosainak száma 57 661 fő (2016).